# Deutsche Gewerbepartei
Die Deutsche Gewerbepartei war eine politische Partei auf dem Gebiet der Ersten Tschechoslowakischen Republik, die einen Teil der sudetendeutschen Volksgruppe vertrat.

## Geschichte
Im Gegensatz zu anderen sudetendeutschen politischen Formationen knüpfte sie nicht an frühere politische Parteien aus der österreichisch-ungarischen Zeit an. Sie wurde auf dem Kongress in Teplice im November 1919 zunächst nur für die böhmischen Länder gegründet. Im August 1920 traten auch deutsche Handelsgruppen aus Mähren und Schlesien der Partei bei.
Aufgrund des geringen demografischen Potenzials trat die Partei bei den Parlamentswahlen nie allein an, sondern immer im Verbund mit einer anderen deutschen Minderheitsformation. Bei den Wahlen 1920 kandidierte sie in Listenverbindung mit der Deutschen Wahlgemeinschaft; 1925 wurde zusammen mit dem Deutschen Bauernverband und bei den Reichstagswahlen 1929 mit der Deutsche Christlich-Soziale Volkspartei die Kandidatenliste geteilt. In den frühen 1930er Jahren begann ihr Einfluss zu schwinden. Bei den Kommunalwahlen 1931 verzeichnete sie Verluste. Bei den Wahlen 1935 kooperierte ein Teil der Partei mit der Sudetendeutschen Partei, der sie im März 1938 offiziell beitrat.
Alois Stenzl war in den 1920er Jahren Parteivorsitzender. Ein weiterer wichtiger Führer war Hans Tichi. Ernst Eckert aus Mariánské Lázně war lange Zeit Landesvorsitzender.